# Parlement des Canaries
XIe législature
Siège du Parlement des Canaries
Le Parlement des Canaries (en espagnol : Parlamento de Canarias) est l'organe monocaméral qui exerce le pouvoir législatif dans la communauté autonome espagnol des îles Canaries. Il est aussi chargé d’approuver les budgets de la communauté autonome et initie et contrôle les actions du gouvernement canarien. Son siège est situé à Santa Cruz de Tenerife.

## Composition
Conformément à l'article 38 du statut d'autonomie, le Parlement est composé d'un nombre de députés compris entre cinquante et soixante-quinze. La première disposition transitoire du statut fixe ce nombre à 70 députés (en espagnol : diputados) élus pour une législature de quatre ans au suffrage universel direct et suivant le scrutin proportionnel d'Hondt à listes fermées par l'ensemble des personnes résidant dans la communauté autonome où résidant momentanément à l'extérieur de celle-ci, si elles en font la demande.
Comme dans toute l'Espagne, le vote blanc est reconnu et comptabilisé comme un vote valide. Il est par conséquent pris en compte pour déterminer si un parti a franchi ou non le seuil électoral. En revanche, conformément à l'article 96.5 de la LOREG, seuls les suffrages exprimés sont pris en compte pour la répartition des sièges à pourvoir.
Conformément à l'article 39 du statut d'autonomie, la circonscription électorale correspond soit à l'île, soit à la totalité du territoire régional ou bien aux deux. La première disposition transitoire dispose que 61 sièges sont répartis entre les différentes circonscriptions insulaires. Les neuf sièges restants sont réservés à une circonscription régionale unique.
Aucune circonscription insulaire ne peut se voir attribuer un nombre de députés inférieur à celui d'une autre circonscription insulaire ayant une population plus élevée. Ce nouveau système électoral prévu par la loi organique 1/2018 vise à améliorer un système considéré jusqu'alors comme « injuste »
,,.
| Circonscriptions | Députés | Carte                                 |
| ---------------- | ------- | ------------------------------------- |
| Régionale        | 9       | nombre de députés par circonscription |
| El Hierro        | 3       | nombre de députés par circonscription |
| Fuerteventura    | 8       | nombre de députés par circonscription |
| Grande Canarie   | 15      | nombre de députés par circonscription |
| La Palma         | 8       | nombre de députés par circonscription |
| La Gomera        | 4       | nombre de députés par circonscription |
| Lanzarote        | 8       | nombre de députés par circonscription |
| Tenerife         | 15      | nombre de députés par circonscription |

### Sources
- (es) Cet article est partiellement ou en totalité issu de l’article de Wikipédia en espagnol intitulé « Parlamento de Canarias » (voir la liste des auteurs).